# Antoine Bouchier
Antoine Bouchier (né à Périgueux le 5 juillet 1741, mort à Périgueux le 11 septembre 1801) est un ecclésiastique qui fut évêque constitutionnel de la Dordogne de 1800 à 1801.
Issu d'une famille bien implantée à Périgueux depuis le XVIe siècle, son père, Pierre, appartient à la bourgeoisie de la ville et fait le commerce de colles, marié à Marguerite Robert. Antoine est le second enfant d'une fratrie qui en comprend cinq connus.

## Parcours ecclésiastique et maçonnique
A l'image de l'un de ses oncles qui devient curé de Carsac, il entre dans les ordres le 23 novembre 1763, à l'âge de 22 ans, comme le confirme un acte notarié passé chez le notaire Lavavé. Deux ans plus tard, il entame son ministère, devenant successivement dans les différentes paroisses de Périgueux : 
- Prêtre vicaire de Saint-Silain (1765-1768) ;
- Prêtre vicaire de la cathédrale Saint-Front (1768-1776) ;
- Curé de Saint-Martin (le 20/1/1776) ;
- Curé de Saint-Silain (du 20/1/1777 à 1791)[1].

Parallèlement, il occupe les fonctions de chapelain de la prison du Consulat, située dans la maison commune de la place Coderc de Périgueux.
Alors qu'il officie à Saint-Front, il est initié le 7 janvier 1770 au sein de la loge maçonnique L'Anglaise (également citée sous le titre de L'Anglaise et l'Amitié ou de L'Amitié) de Périgueux, créée par la loge mère L'Anglaise de Bordeaux pour prendre rang le 7 mai 1765 sous l'égide de la Grande Loge d'Angleterre. La loge de Périgueux, recevant les mêmes modèles de constitution que son aînée de Limoges, créée en 1751, par L'Anglaise de Bordeaux, confirme en cela l'existence d'un « modèle de la propagation de la [franc-]maçonnerie [...] assurant une certaine unité dans la diffusion des pratiques ».
Antoine Bouchier reste fidèle aux idées et principes maçonniques, acceptant en 1774 que sa loge d'initiation soit rattachée au Grand Orient de France sous le nom définitif de L'Anglaise de L'Amitié et ce jusqu'à sa cessation d'activité en 1792. Il ne participe cependant pas au réveil de cette dernière le 7 août 1802, étant décédé un an auparavant.
Mais ce ne sont pas pour ses activités franc-maçonniques qu'il s'illustre et qu'il s'inscrit dans l'histoire révolutionnaire de la ville de Périgueux.

## Prêtre "intrus" de la Révolution
Lorsque la Révolution française éclate, alors curé de Saint-Silain où il avait concouru à l'élection des représentants du Clergé aux Etats-Généraux de 1789, il  embrasse immédiatement la cause révolutionnaire et prête serment à la Constitution civile du Clergé, affichant publiquement ses positions patriotiques, signant ses missives par "Bouchier, le sans-culotte".
Il entame alors une active carrière politique publique se mêlant des affaires municipales de Périgueux (consolidation du Conseil permanent des communes, 23 juillet 1789), devenant ensuite membre de ce même Conseil (avec voix délibérative) et en quelques semaines son vice-président. En mars 1790, il est élu au Conseil général de Périgueux avec 23 autres notables.
Fervent patriote, toujours en quête de porter au plus haut la cause révolutionnaire, il est cofondateur, en juin 1790, du Club Patriotique des Amis de la Constitution, affilié à la Société des Jacobins de Paris, disposant des colonnes du Journal Patriotique dirigé par l'avocat, Pierre Eléonor Pipaud des Granges (1752-1794), fondateur et vénérable maître en 1788 de la loge maçonnique très éphémère La Parfaite Union à Thiviers.
Il ne délaisse pas pour autant ses activités ecclésiastiques tout en apportant parfois quelques nuances à son serment patriotique et son adhésion à la Constitution civile du Clergé, face à une population quelque peu divisée. Mais c'est sans compter sur la perspective de porter la mitre d'évêque de Périgueux consécutivement à la fuite en exil de Mgr Emmanuel Louis de Grossoles de Flamarens. Lors de l'élection du 7 mars 17921, les citoyens lui préfèrent cependant l'archiprêtre de Sarlat, Pierre Pontard.
Ce dernier le nomme premier vicaire épiscopal de l'église-cathédrale Saint-Front. Antoine Bouchier continue son engagement politique auprès du Conseil de la commune, participant à la vente des biens nationaux de l'Eglise (les biens des Ursulines, par exemple). N'adhérant pas aux principes que défendait l'évêque Pierre Pontard (la question du mariage des prêtres, par exemple), il s'en éloigne et, en pleine Terreur, participe activement à soutenir la Révolution.
Parallèlement, après l'apostasie et le mariage de l'évêque Pierre Pontard en 1793, le diocèse de Périgueux se retrouve à nouveau en déshérence.
La chute de Robespierre (10 thermidor an II - 28 juillet 1794) permet l'année suivante de mettre fin à la persécution des prêtres réfractaires, d'entrevoir un certain assouplissement au regard de la Religion, de rendre la liberté des cultes et de rouvrir les églises non aliénées (février-mai 1795). Le 2 août 1795, Antoine Bouchier confirme son intention aux greffes de Périgueux de reprendre l'exercice du culte et son ministère sur la base de ces nouvelles modalités constitutionnelles.
Sous l'égide de l'évêque constitutionnel du Loir-et-Cher, Henri Grégoire, se regroupent quatre évêques qui se donnent le nom de "Réunis" décidant ensemble de la nouvelle organisation de l'Eglise de France : 
- abolition des conseils épiscopaux, créés en 1791 ;
- ouverture d'un concile national à Paris (15 août 1797) ;
- restauration de l'exercice du culte dans les évêchés, renommés "presbytères".

A Périgueux, l'ancien évêque Pierre Pontard n'est nullement remplacé. Antoine Bouchier doit se contenter de son vicariat, avec pour mission de restaurer le culte dans la ville, subissant quelques tracasseries des autorités municipales qui régulièrement remettaient en cause son engagement patriotique.

## Antoine Bouchier, évêque constitutionnel
Après le coup d'état du 18 brumaire an VIII (9 novembre 1799), Antoine Bouchier adhère pleinement à la Constitution de l'an VIII, inaugurant le Consulat. La pacification religieuse passe à l'ordre du jour entre un Clergé réfractaire hostile et les Constitutionnels. Il est temps de combler les sièges épiscopaux vides, notamment de Limoges, Luçon, Saintes, Angoulême ou Périgueux.
L'archevêque de la Gironde, Dominique Lacombe, nomme alors le 21 mai 1800, le curé de Saint-Silain Antoine Bouchier comme évêque de la cité périgourdine ; son sacre étant prévu le 24 juin suivant.
La cérémonie ne se passe réellement comme prévu, provoquant une manifestation véhémente (quasiment une émeute). Il n'est finalement sacré à Bordeaux que le 2 mars 1801. Malade, il ne participe pas au Concile de Paris et n'a pas à se démettre après le Concordat de 1801, car il meurt le 11 septembre à Périgueux.